# Colobura dirce
Colobura dirce (Linnaeus, 1758) è una farfalla appartenente alla famiglia Nymphalidae.

## Descrizione

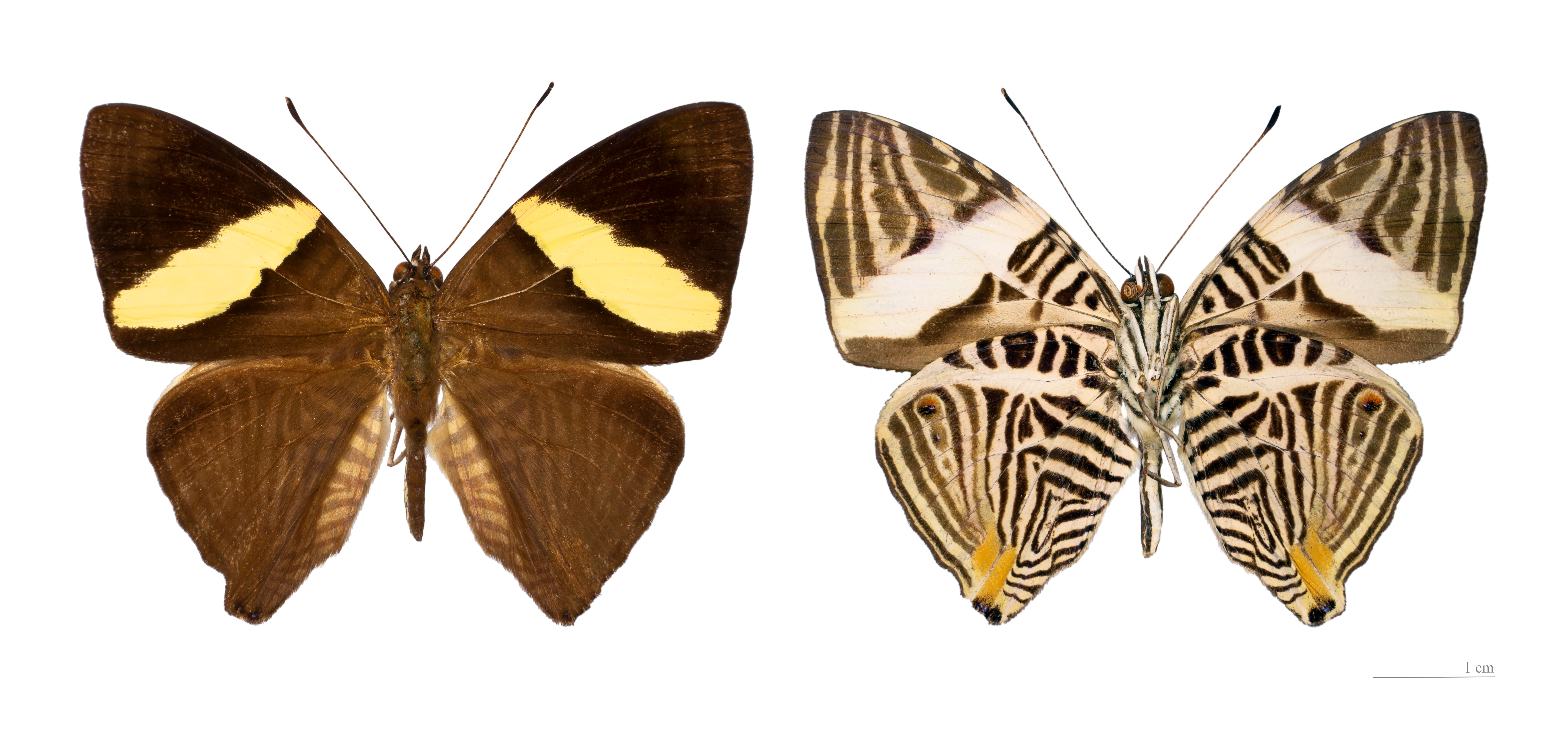
Colobura dirce dirce

La lunghezza dell'ala è circa 33 mm.

## Distribuzione e habitat
Questa specie è presente in America Centrale e nella parte settentrionale del Sud America.

## Biologia
Le larve di questa specie si nutrono di Cecropia spp.

## Tassonomia
Sono note due sottospecie:
- C. d. dirce (Linnaeus, 1758)
- C. d. wolcotti Comstock, 1942